# Otto Fischbeck (Politiker)

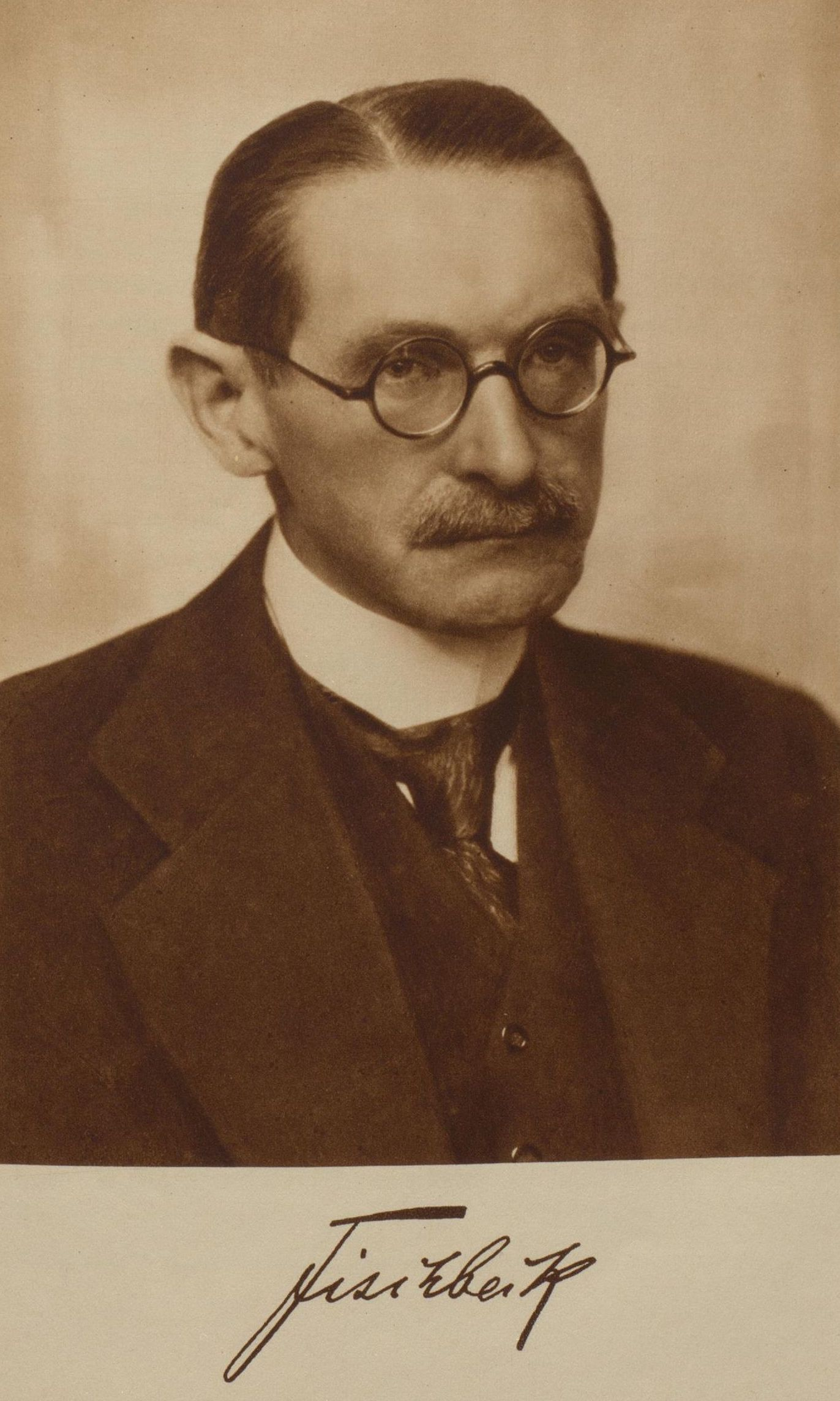
Otto Fischbeck, um 1929

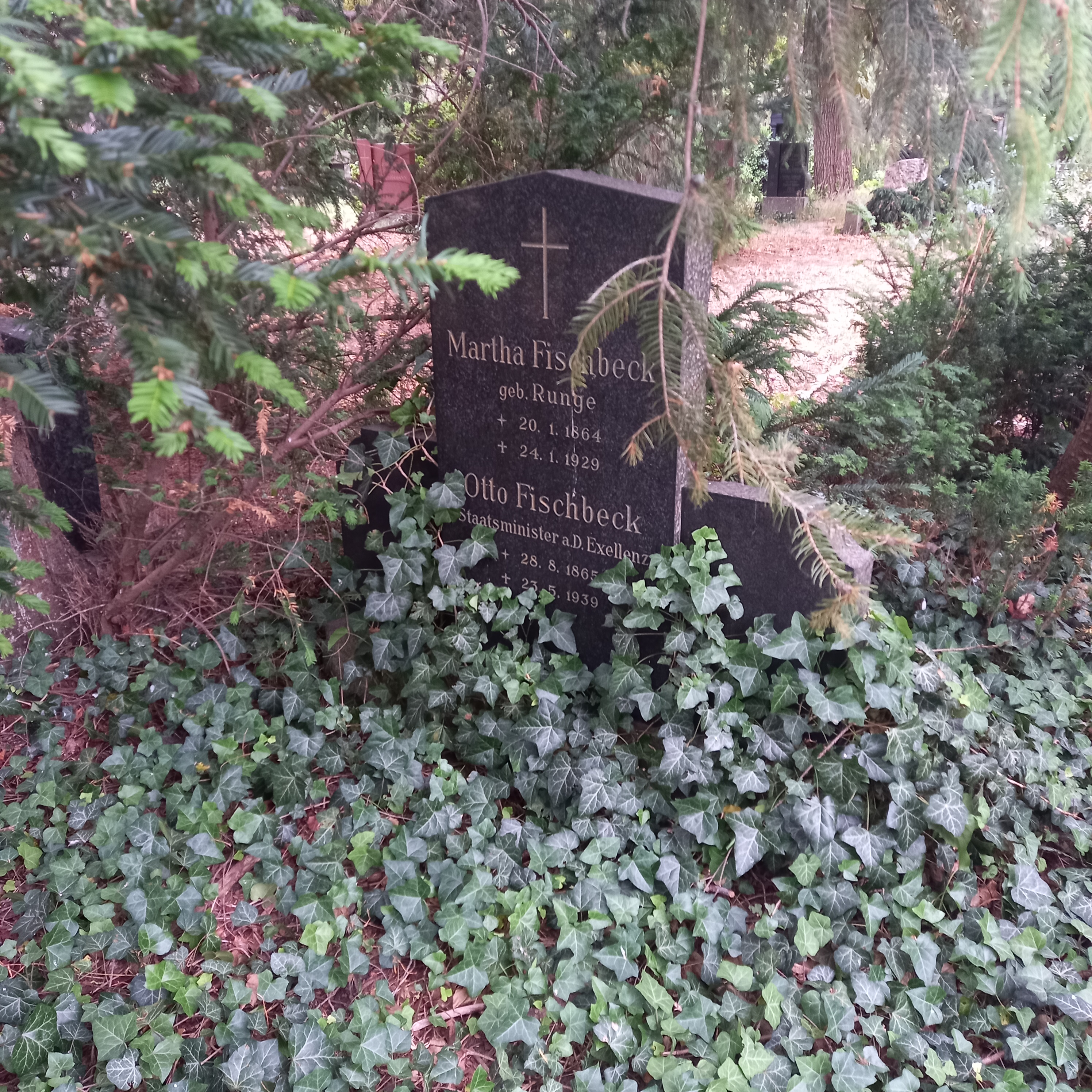
Das Grab von Otto Fischbeck und seiner Ehefrau Martha geborene Runge auf dem Luisenstädtischen Friedhof in Berlin

Otto Fischbeck (* 28. August 1865 in Güntershagen, Kreis Dramburg; † 23. Mai 1939 in Berlin) war ein deutscher linksliberaler Politiker (Freisinnige Volkspartei, Fortschrittliche Volkspartei, DDP).

## Leben und Wirken
Fischbeck studierte Staats- und Kameralwissenschaften in Greifswald und Berlin. Während seines Studiums und darüber hinaus wurde er Mitglied verschiedener Burschenschaften des Allgemeinen Deutschen Burschenbundes bzw. später der Deutschen Burschenschaft: Burschenschaft Neogermania Berlin (1885), Burschenschaft Arminia Greifswald (1887), Burschenschaft Arminia Kiel, Burschenschaft Hansea Hamburg (1935).
Fischbeck war seit deren Gründung 1910 Mitglied der linksliberalen Fortschrittlichen Volkspartei, deren Vorsitzender er gegen Ende des Kaiserreichs wurde. 1918 verhandelte er für die Fortschrittlichen mit Gustav Stresemann von der Nationalliberalen Partei über eine Fusion und damit den Zusammenschluss aller liberalen Kräfte im Deutschen Reich. Die Verhandlungen scheiterten an den Vorbehalten vieler Fortschrittlicher gegenüber Gustav Stresemann. Fischbeck beteiligte sich daraufhin an der Gründung der DDP.
1895 wurde Fischbek für die Freisinnige Volkspartei in einer Nachwahl im Wahlkreis Lennep-Mettmann erstmals in den Reichstag des Kaiserreiches gewählt. Er behielt dieses Mandat, bis er bei der Reichstagswahl 1903 die Wiederwahl verfehlte. Er wurde stattdessen im selben Jahr in das Preußische Abgeordnetenhaus, dem er bis 1913 angehörte, gewählt. 1907 wurde er im Wahlkreis Liegnitz 6 (Liegnitz – Goldberg – Haynau) erneut in den Reichstag gewählt und konnte dieses Mandat bis zum Ende des Kaiserreiches 1918 verteidigen.
Von 1910 bis 1912 war er Fraktionsvorsitzender der Fortschrittlichen Volkspartei. Er gehörte 1919/20 der Weimarer Nationalversammlung an. Von 1921 bis 1924 war Fischbeck auch Landtagsabgeordneter in Preußen. Schließlich war er 1928 bis 1930 erneut Reichstagsabgeordneter.
Vom 1. April 1918 bis zu seiner Ernennung zum preußischen Handelsminister am 6. November 1918 war er als Nachfolger von Karl Steiniger Verbandsdirektor des Verbands Groß-Berlin.
Mit der Bildung des Rates der Volksbeauftragten am 14. November 1918 wurde Fischbeck als einziger Nichtsozialist Mitglied der neuen preußischen Landesregierung. Er übernahm das Amt des Handelsministers. Auch in den anschließenden parlamentarisch gestützten Kabinetten der Sozialdemokraten Paul Hirsch und Otto Braun sowie des Zentrumpolitikers Adam Stegerwald behielt er dieses Amt. Nach der zweiten Wahl Otto Brauns am 7. November 1921 schied er dann aus dem Kabinett aus.
Im Jahre 1924 erhielt Fischbeck den Ehrentitel Stadtältester von Berlin.
Otto Fischbeck starb 1939 im Alter von 74 Jahren in Berlin. Sein Grab befindet sich auf dem Luisenstädtischen Friedhof in Berlin-Kreuzberg (Feld 10 A).